# São José do Goiabal
São José do Goiabal este un oraș în Minas Gerais (MG), Brazilia.